# 涨烧饼
涨烧饼，又稱黃橋燒餅，支前燒餅，是中国江苏省泰兴市的特色美食，在苏北方言中意指“发面烧饼”。外壳脆香，内部绵软有嚼劲，属淮扬菜系。

## 概述
传统的涨烧饼是一种简单的酒酵面饼，面粉用酒酵发酵，然后在草炉上加少许油，用小火慢烘烤成两面焦黄即成，形状如一个倒扣着的小脸盆。因饼面已经发酵，在经烘烤表面结为一层硬壳，加热时内部仍然膨胀呈“涨势”，故谓之“涨烧饼”。锅好比模子，出锅后倒扣。烧饼有小脸盆大小，刀切后分食，烧饼内部呈蜂窝状。有时中间或一侧会加芝麻与油。

## 历史与改良
涨烧饼是苏北常见的烧饼之一，此外还有擦烧饼、摊烧饼等。宋朝时，岳飞岳家军曾在苏北黄桥镇一代作战，并使用简易制作、便于携带保存的涨烧饼作为干粮。1842年，大量苏北人逃难到上海淘金，部分制作烧饼以维持最低生计。
1940年10月，国军韩德勤组织一万五千人，进攻新四军苏北指挥部所在地黄桥。由于当地民众憎恶国军亲近新四军，黄桥当地居民百姓在朱履先等人亲自上街动员制作大量摊烧饼、涨烧饼送往前线。黄桥战役最终以陈毅、粟裕率领的新四军胜利而告终。当时，新四军苏北指挥部战地服务团的戏剧主任李增援、作曲家章枚、党支部书记林琳和编剧王于耕看到群众拥军支前热潮而感动。李增援拿起一块烧饼说：“黄桥烧饼黄又黄，黄黄烧饼慰劳忙。”其他几人继续谱词，并交给章枚谱曲，几经民众修改为《黄桥烧饼歌》：
|  | 黄桥烧饼黄又黄哎， 黄黄的烧饼慰劳忙哎， 烧饼要用炉火烤哎， 新四军要靠老百姓帮。 同志们呀吃个饱， 多打胜仗多缴枪。 哎嘿哎嘿呀哎嘿， 多打胜仗多缴枪，噫呀嘿！ |

中华人民共和国成立后，在陈毅邀请下，涨烧饼经改良后为精致小巧的点心“黄桥烧饼”，被选入中华人民共和国开国大典国宴。之后黄桥赴北京参加群英会的代表还捎土特产给陈毅，陈毅接受两个涨烧饼，并亲自为当地报纸《黄桥大众》题刊头。在黄桥地区的烧饼继续不断改良，并形成新的黄桥烧饼，馅心发展为包括葱油、肉松、鸡丁、火腿、雪菜、白糖、橘饼、桂花、豆沙等20多个品种。

## 相关
- 黄桥战役
- 黄桥烧饼